# La Maqueda
La Maqueda, även benämnd Ejido de San Lorenzo Nenamicoyan, är en ort i Mexiko, tillhörande kommunen Jilotepec i den västra delen av delstaten Mexiko. Orten hade 452 invånare vid folkräkningen 2010.